# Полифора

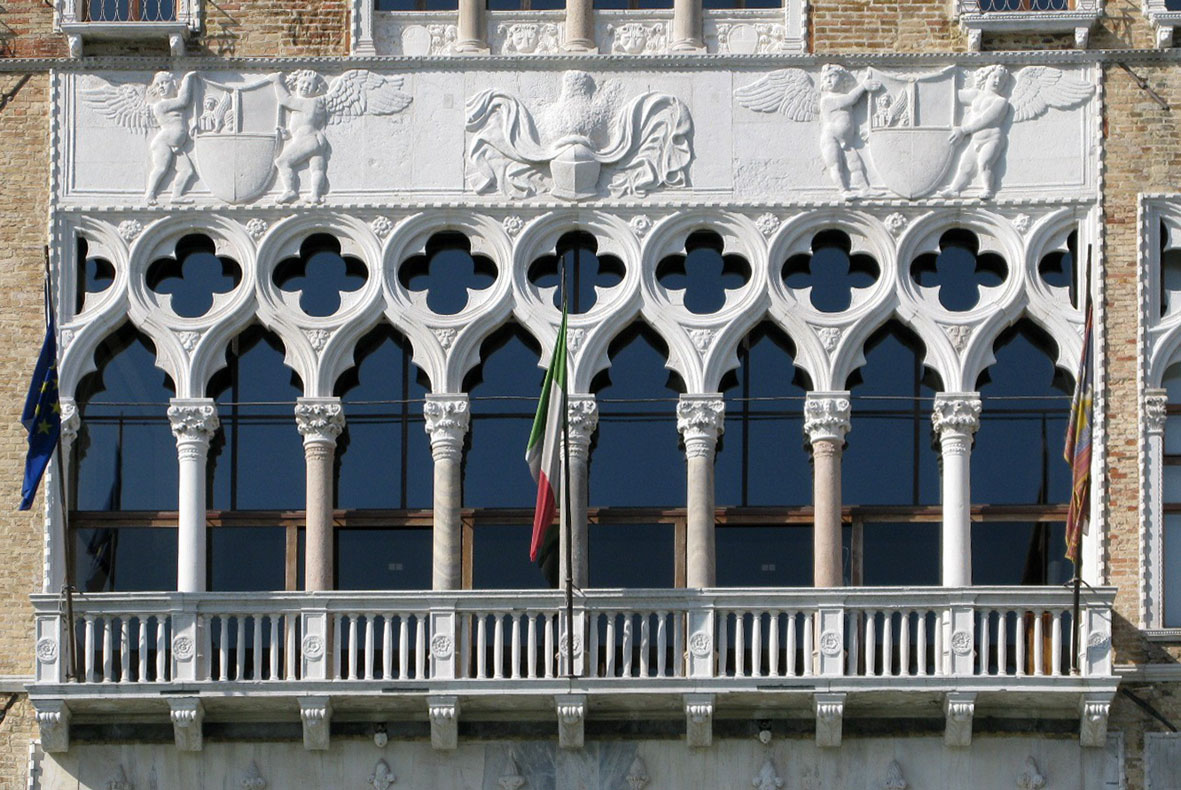
Полифора, Ка-Фоскари, Венеция

Полифора (от итал. polifora), или Мультиокно — тип окна, разделённого колоннами или пилястрами с количеством проёмов больше чем четыре, на каждую из которых опираются арки. Расстояние между арками может быть перфорировано, украшено орнаментами, фресками или другими элементами декорирования.
Полифоры свойственны готической архитектуре, часто встречаются в кафедральных соборах Северной Европы, особенно в Бельгии, Фландрии и Нидерландах (французская готика) и в венецианских палаццо.
Отличают также пентафору (5 проёмов), эзафору или гексафору (6 проёмов). Редко встречаются окна с бо́льшим количеством проёмов, например, оттафоры в палаццо Ка-Фоскари в Венеции.